# キャラミ・グランプリ・サーキット
座標: 南緯25度59分57秒 東経28度4分8秒 / 南緯25.99917度 東経28.06889度
キャラミ・グランプリ・サーキット（英語: Kyalami Grand Prix Circuit）は、南アフリカ共和国ハウテン州ヨハネスブルグ市都市圏にあるサーキット。

## 概要
1967年、ヨハネスブルグの郊外の高地にオープン。標高1520mの高所にある。以来、F1南アフリカGPが開催されていた（1981年のみノンタイトル戦扱い）。

1974年のF1南アフリカGP前の試験走行中に、ピーター・レブソンが「バーベキュー」コーナーでクラッシュして死亡した。

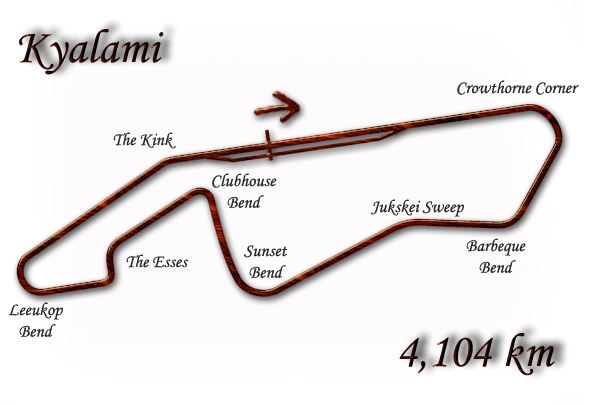
1968年から1985年までのキャラミのコースレイアウト。トム・プライスの死亡事故が起こったのはコントロールラインを過ぎて間もない位置である。

1977年の南アフリカGPでは、コースを横断していたコースマーシャルがトム・プライスのマシンに轢かれ死亡、マーシャルが持っていた消火器の直撃を受けたプライスが事故死した。
1985年、アパルトヘイト問題により翌年から南アフリカGP自体の開催が無くなった。
1992年にアパルトヘイト問題が落ち着き、南アフリカGPが復活。再びF1サーキットとして使われるようになったが、レイアウトを完全に変更し、同じサーキットとは思えないほどの大改修がなされていた。
1993年を最後に南アフリカGPは開催されていない。1993年は財政問題が表面化し銀行からの融資が滞り、開催直前までもめにもめた経緯がある。そのため、わずか2年で撤退の憂き目にあってしまった。
サーキットはその後も冬季のF1のマシンテストなどに利用されたほか、2005年11月13日にはグランプリマスターズの初戦が開催された。
また、同コースはロードレース世界選手権(WGP)も1983年から85年までの3年間だけシーズン開幕戦として開催されていた。
当時2ストロークエンジンが主流だった(エントリーした全車が2ストロークエンジン)同選手権で、ヤマハのYZRが高地のために燃焼室形状変更を行うなどの特殊な始動性改良策を行なっていた。
しかし、先ほどのF1と同じくアパルトヘイト問題で86年から開催されなくなくなっていたが、92年にシーズン最終戦として復活するも翌年から再び消滅。99年に再び南アフリカGPとして開催されるようになってからはウェルコム・サーキットが使用されていた。2005年に資金面で南アフリカGPがカレンダーから消滅して現在では南アフリカGPは開催されていない。
開業時から耐久レースのキャラミ9時間レースも行われている。1982年には、グループ5規定で耐久仕様の、日産・スカイライン スーパーシルエットが参戦した。現在はインターコンチネンタルGTチャレンジの1戦となっている。

## コース
旧コースは1周4104mの右回り。高低差が非常に大きい高速サーキットであった。全開でまわる超高速の最終コーナー「キンク」から1コーナーまでの非常に長く、急激に上って急激に下っていくホームストレートが名物であった。しかしあまりにも急激すぎる高低差のため、ストレートの見通しが非常に悪く、コースを横断するマーシャルの発見に遅れたがためにトム・プライスとマーシャルの悲惨極まりない死亡事故が発生してしまった。
1985年までレースが開催された後に大改修が行われ、現在の7コーナー～9コーナー間を残し旧コースの反対側に左回りで新コースが建設された。新コースは1988年にオープンし、現在の3コーナー～4コーナー間がホームストレートだった。1992年に再度改修が行われ、ストレートで繋がれていた12コーナーと1コーナー間を廃し、13コーナーを追加してストレートを新設した。これによりピットやスタートラインも現在の位置に移動された。2015年にコースの大改修を行って16コーナーとなった。旧第1から第3コーナーを改修して5つに増やし、過去のコーナーの名称を復活させた。1コーナーが緩やかな右カーブになり、2コーナーと3コーナーはS字に変わった。5コーナーからは名称を除き従来のルートと同じである。この際「キンク」（第1）、「バーベキュー」（第5）、「クローソーン」（第2）など過去のコーナーの名称を場所を変えて復活させた（オリジナルではそれぞれ第9、第2、第1だった）。オリジナルのコースのうち、現在も残っているのは「サンセット」・「クラブハウス」・「エセス」（第6から9コーナー）のみとなり、旧コースの多くは市街地に変わっている。

## コース変更の履歴

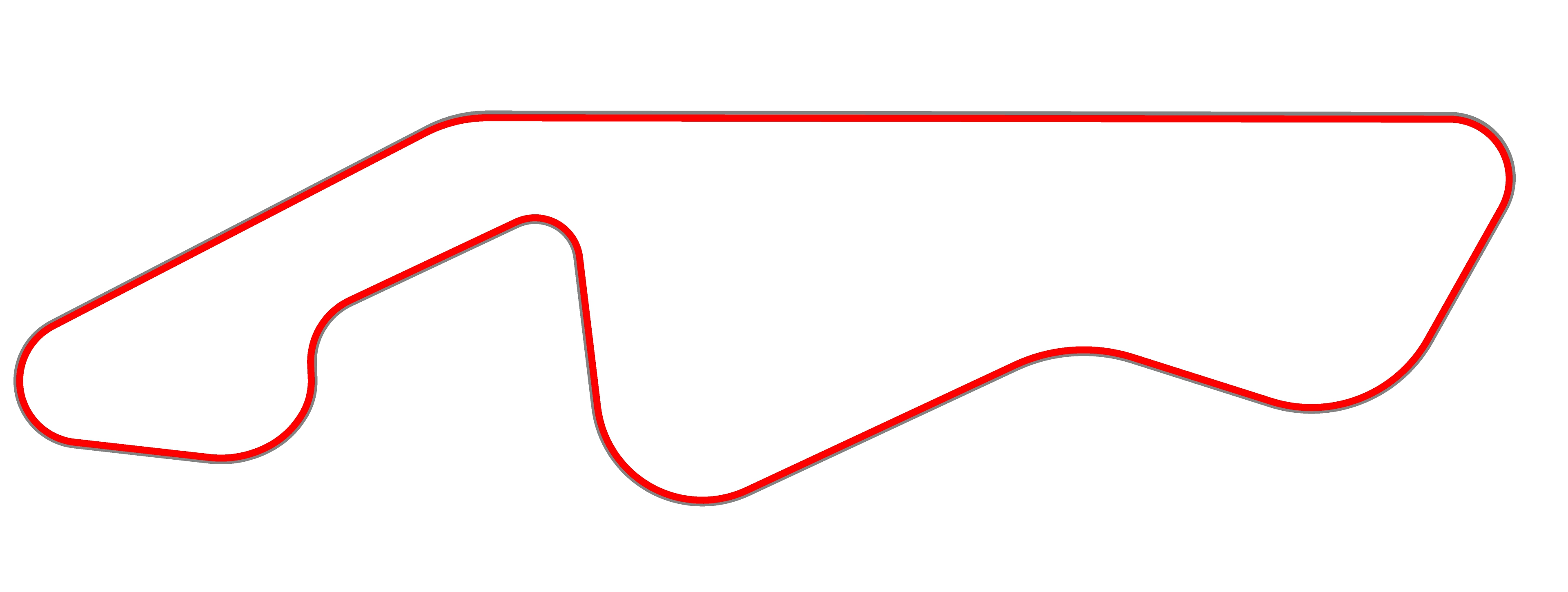
1961年のオリジナルのレイアウト、コース幅は26フィート、全長は4094m
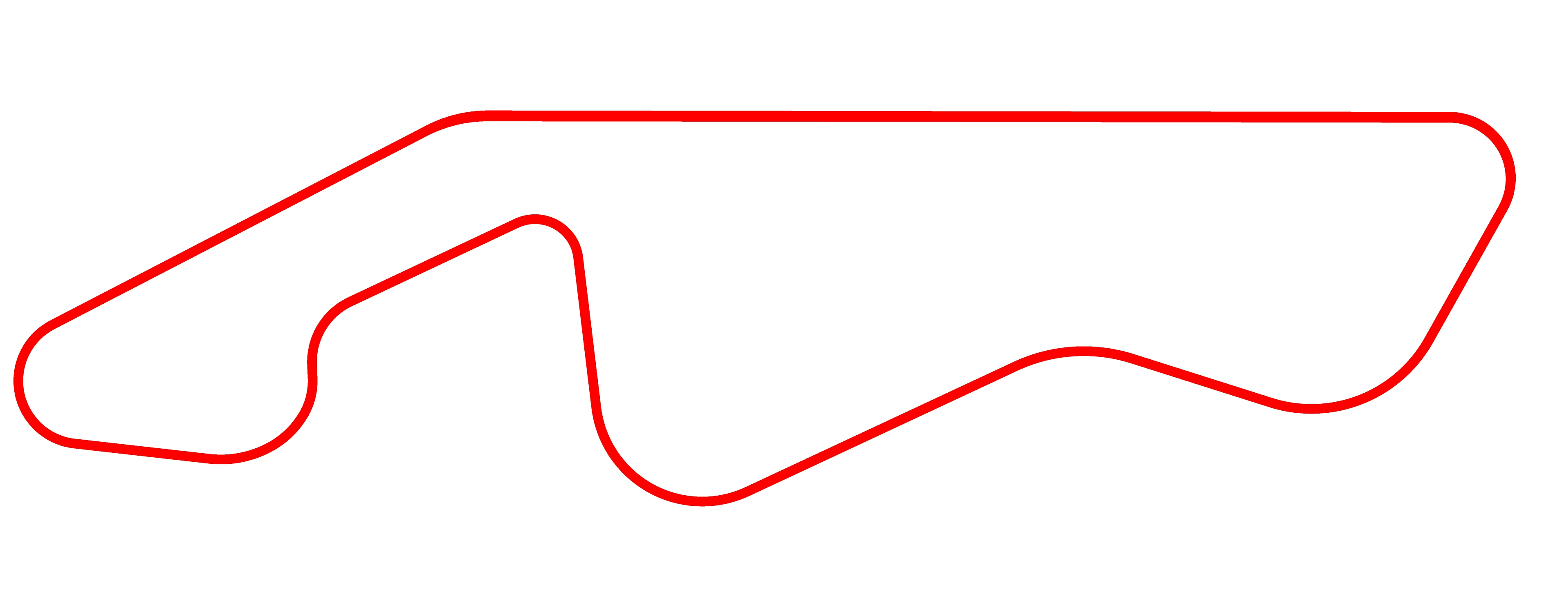
1968年の改修で、コース幅が36フィートに拡張され、「キンク」から「クローソーン」までの距離が延長されて全長が4104mになった
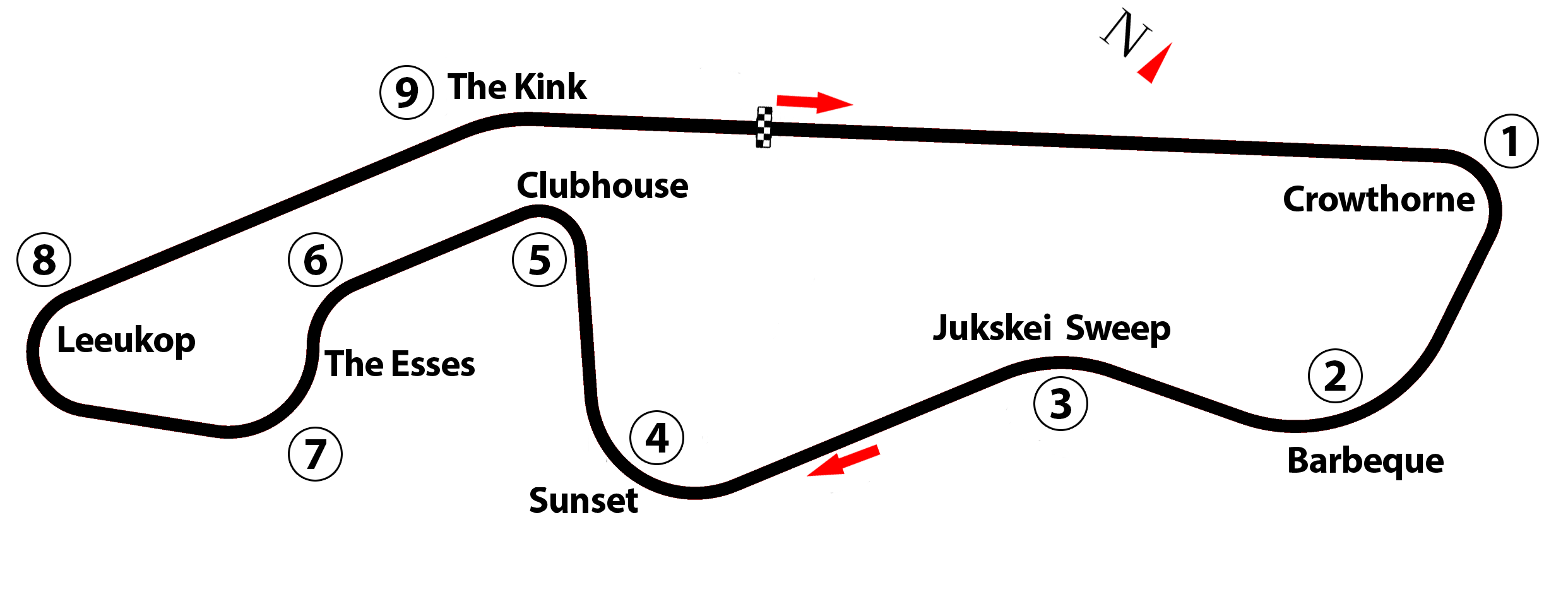
1968年から1988年までのレイアウト
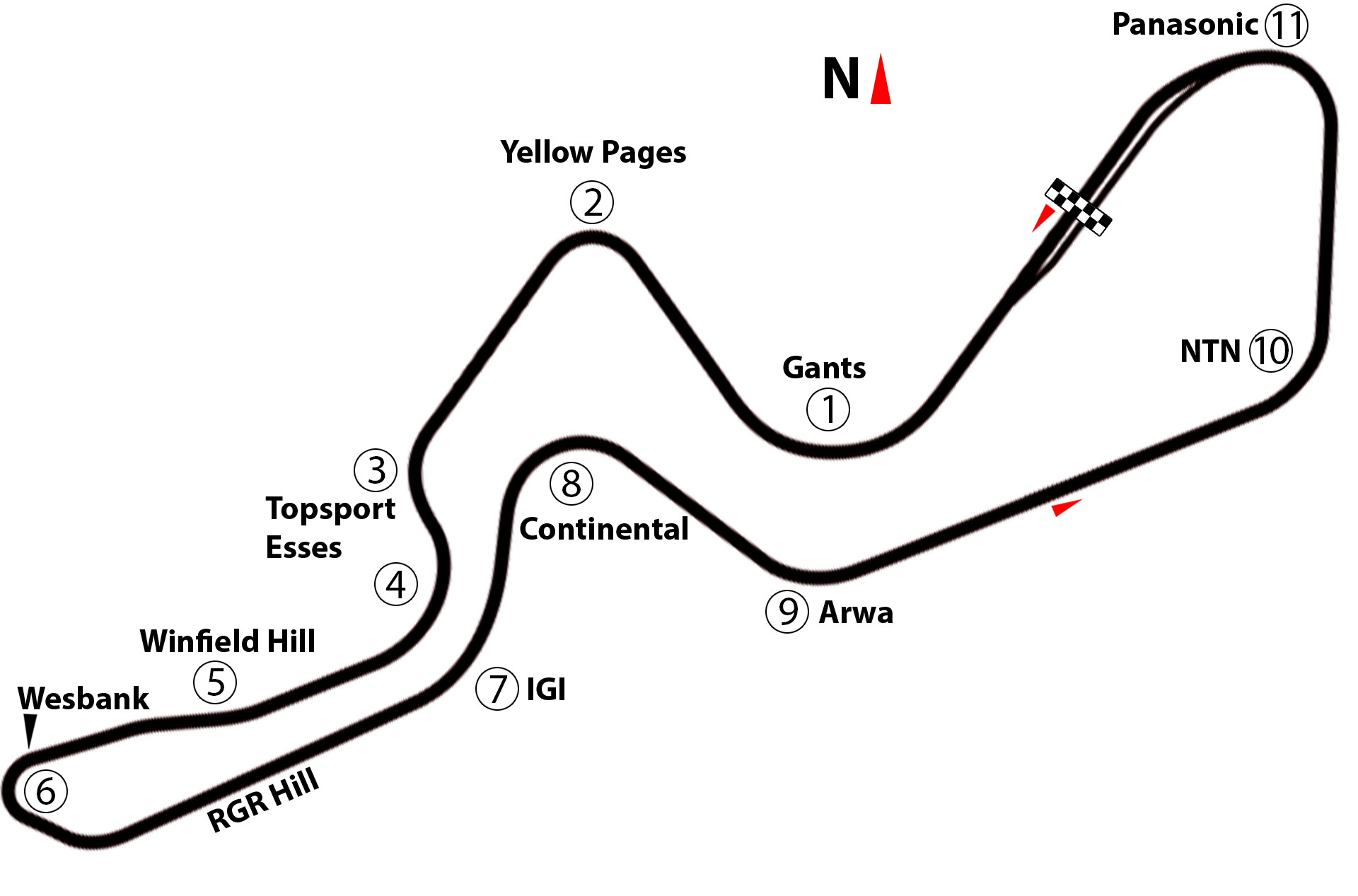
1988年から1991年までのレイアウト
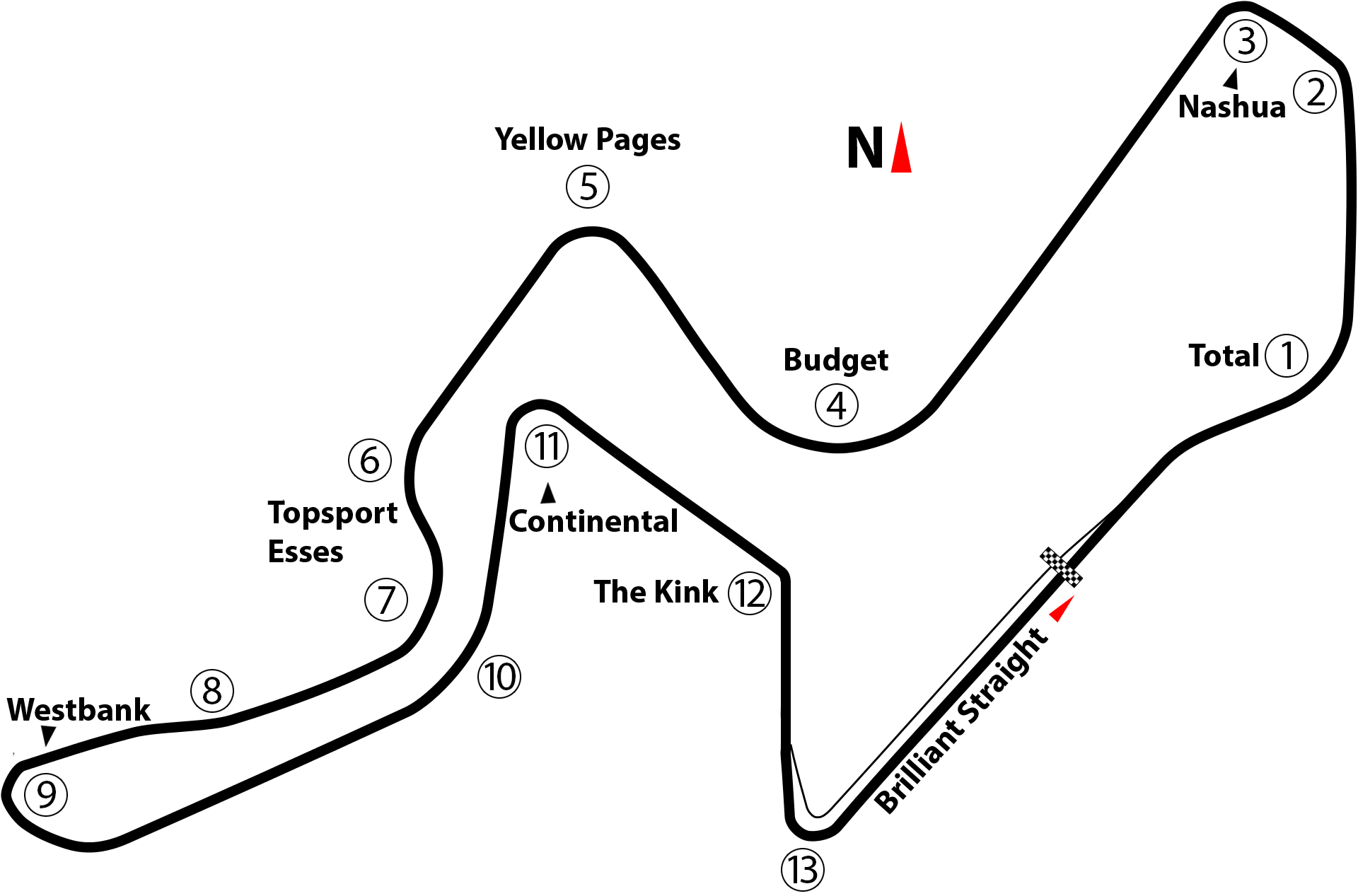
1992年から1993年、2009年から2015年までのレイアウト
1993年から2008年までのレイアウト
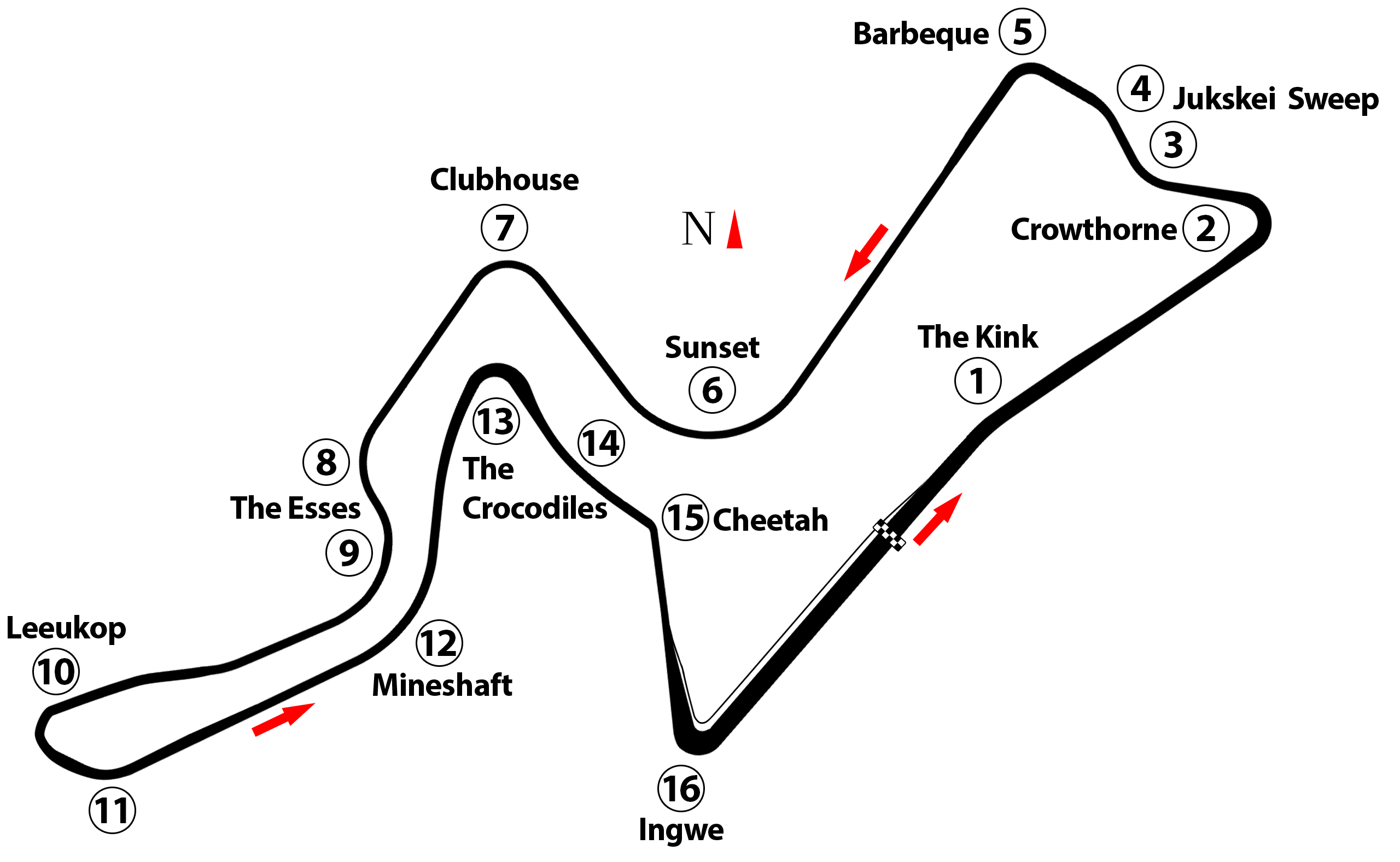
2015年以降のレイアウト